# Hyphydrus pederzanii
Hyphydrus pederzanii är en skalbaggsart som beskrevs av Olof Biström 1982. Hyphydrus pederzanii ingår i släktet Hyphydrus och familjen dykare. Inga underarter finns listade i Catalogue of Life.